# Erwin Rommel
Johannes Erwin Eugen Rommel (Heidenheim, 15 de novembro de 1891 — Herrlingen, 14 de outubro de 1944), apelidado de "A Raposa do Deserto", foi um militar alemão que serviu como general marechal de campo da Wehrmacht, as forças armadas da Alemanha Nazista durante a Segunda Guerra Mundial.
Como oficial, Rommel serviu na Primeira Guerra Mundial e foi altamente condecorado, recebendo a Pour le Mérite por suas ações na Frente Italiana. No período entre guerras, escreveu livros e progrediu na carreira acadêmica e militar. Em 1937 publicou o livro Infanterie greift an ("Ataques de Infantaria"), onde dissertou sobre suas experiências em combate. Durante a Segunda Guerra Mundial, se destacou no comando da 7ª Divisão Panzer do exército alemão, durante a invasão da França, em 1940. Sua liderança das forças alemãs e italianas durante a Campanha Norte-Africana sedimentou sua reputação como um dos maiores comandantes e estrategistas com tanques durante o conflito. Foi no comando do Afrika Korps que ele recebeu a alcunha de der Wüstenfuchs, "a Raposa do Deserto". Rommel era respeitado até mesmo por seus adversários – os britânicos o reconheceram por seu cavalheirismo – e os combates na África eram frequentemente referidos como "guerra sem ódio". Após ser derrotado na Segunda Batalha de El Alamein, foi transferido para enfrentar os Aliados na invasão da Normandia, em junho de 1944.
Rommel apoiou a ascensão de Hitler ao poder, embora sua relutância com relação ao antissemitismo e a ideologia nazista e seu nível de conhecimento a respeito do Holocausto permaneçam controversos dentre acadêmicos. Em 1944 Rommel foi implicado na conspiração que engendrou o atentado de 20 de Julho, quando membros da Resistência Alemã dentro das forças armadas tentaram assassinar Adolf Hitler. Devido à posição de Erwin Rommel, como um herói nacional, Hitler preferiu eliminá-lo silenciosamente, ao invés de uma execução, e ofereceu a Rommel a opção de cometer suicídio em troca da certeza de que sua reputação militar permaneceria intacta e de que sua família não sofreria represálias. Rommel optou pelo suicídio, utilizando uma cápsula de cianeto. Ele recebeu um funeral de Estado e a imprensa nazista anunciou que o marechal havia falecido devido a um ferimento sofrido na Normandia.
Rommel se tornou uma figura pública lendária, na propaganda nazista mas também junto aos Aliados e na cultura do pós-guerra, com muitos autores julgando-o um comandante militar brilhante e apolítico, uma vítima do Terceiro Reich. Contudo, sua visão majoritariamente positiva e suas capacidades organizacionais têm sido questionadas por especialistas que consideram existir um "mito de Rommel". Sua reputação ilibada durante a guerra foi usada durante a política de rearmamento da Alemanha Ocidental e a reconciliação com seus antigos inimigos – o Reino Unido e os Estados Unidos, ao lado da nova República Federal Alemã. Muitos colegas e subordinados de Rommel, mais notavelmente Hans Speidel, participaram em posições importantes durante o rearmamento do exército alemão no pós-guerra e no período de integração com a OTAN. A maior base militar da Alemanha, o Quartel Marechal-de-Campo Rommel (Generalfeldmarschall-Rommel-Kaserne), em Augustdorf, foi assim batizada em sua honra.

## Biografia

### Início de vida e carreira
Erwin Rommel nasceu em Heidenheim, aproximadamente 40 km de Ulm, no estado de Württemberg, sendo batizado em 17 de novembro de 1891. Foi o segundo filho do professor protestante Erwin Rommel, reitor de escola secundária em Aalen, e Helene von Lutz, filha de um proeminente dignitário local. O casal teve ainda outros três filhos, dois meninos, Karl e Gerhard, e uma menina, Helene. O seu irmão mais velho, Karl Rommel, entrou como voluntário no Exército se tornando piloto de reconhecimento, sendo admitido somente nos últimos exames. Já Gerhard Rommel, o seu irmão mais novo, se tornou cantor de ópera.
Aos catorze anos, Rommel e um amigo construíram um planador em tamanho natural que voava, embora não muito longe. O jovem Rommel queria ser mecânico e desejava se tornar um engenheiro aeronáutico, mas ingressou no Exército devido às insistências de seu pai que o recomendou para o Exército de Württemberg, descrevendo-o como "próspero, de confiança e um bom ginasta".
De início foi rejeitado pela artilharia e engenharia do Exército, sendo mais tarde, em março de 1910, chamado para fazer o exame médico para admissão, sendo neste exame detectado uma hérnia, mas foi aceito mesmo assim como cadete.
Seu pai assinou a documentação necessária e pagou o uniforme de Fahnenjunker, entrando no seu regimento no dia 19 de julho de 1910, aos 18 anos de idade, no 124.º Regimento de Infantaria de Württemberg, de onde foi enviado para a Escola Real de Oficiais Cadetes de Danzigue, terminando o seu treinamento no mês de novembro de 1911. Nesta época, Rommel conheceu Lucia Mollin, dançarina, que estava em Danzigue para estudar línguas, tendo os dois logo se apaixonado.

### Primeira Guerra Mundial
Foi promovido a tenente em janeiro de 1912 e o 124ª Regimento de Infantaria enviado para o antigo monastério de Weingarten, próximo de Stuttgart. Pelos próximos dois anos Rommel passou treinando os novos recrutas, sendo nesta época pouco popular com os outros recrutas por não consumir bebidas alcoólicas e não fumar, dedicando-se unicamente ao serviço militar e à sua esposa.
Foi enviado para o 49.º Regimento de Infantaria no dia 1 de março de 1914 permanecendo na área de Ulm, próximo de sua casa, onde se tornou comandante de uma bateria nesta unidade. Permaneceu por mais de dois anos nos campos de batalha contra a França,em que afirmava que às vezes dava para ouvir os tiros das execuções realizadas pelos franceses contra prisioneiros de guerra.
No mês de setembro, enquanto estava em Varennes, foi ferido em sua coxa esquerda por um tiro de rifle que havia ricocheteado e acabou atingindo-o, tendo em seguida entrado num combate corpo-a-corpo contra três soldados franceses pelo fato de seu rifle estar sem munição. Foi condecorado com a Cruz de Ferro de 2ª Classe por este fato.

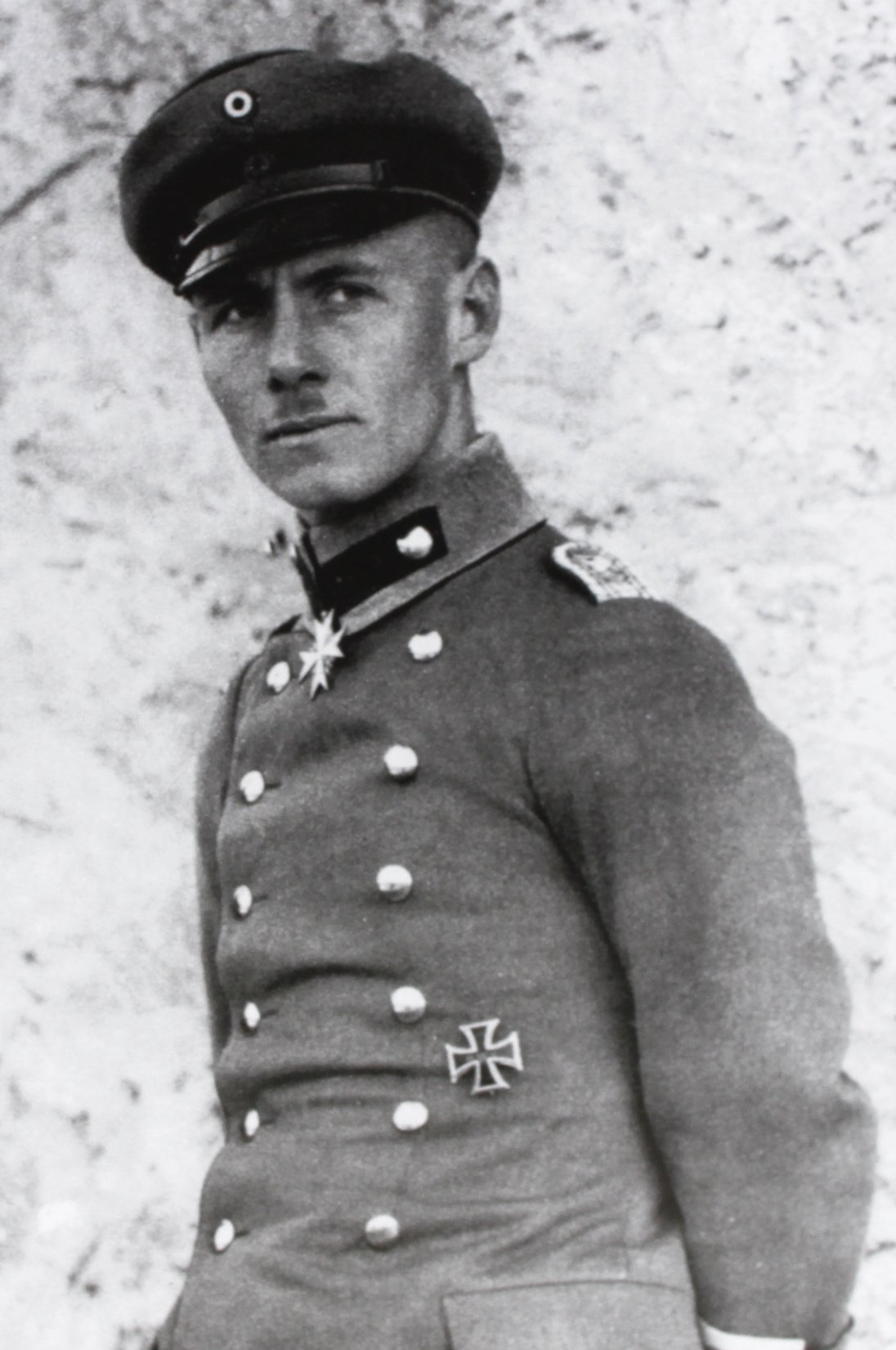
Rommel em 1917

Devido aos ferimentos sofridos, permaneceu fora de combate por vários meses, retornando para o seu Regimento no dia 13 de janeiro de 1915, onde logo participou de um combate em trincheiras na Floresta de Argonnes. Duas semanas mais tarde avançou com um outro soldado por cerca de 100 metros num terreno com arame farpado contra as posições inimigas onde conseguiu capturar quatro bunkers inimigos, ajudou a sua unidade contra um ataque de um batalhão inimigo e em seguida ajudou a sua unidade a recuar após um contra-ataque francês, tendo a sua unidade perdido somente doze soldados. Por estes novos atos de bravura foi condecorado com a Cruz de Ferro de 1ª Classe.
Foi novamente ferido em combate em no mês de Julho e no mês de outubro foi colocado no comando do recém-formado Batalhão de Montanha Württemberg, formado após um ano de treinamento, contando com seis Companhias de Rifles e seis Pelotões de Metralhadoras de Montanha. Após a formação, foram enviados para a Romênia para combater os russos. Theodor Werner, um dos comandantes destes pelotões uma vez disse que "quando havia perigo, ele sempre estava em nossa frente nos chamando para segui-lo. Ele parecia não conhecer o medo. Os seus homens o tornaram um ídolo e tinham fé nele."
Antes, num período de folga, casava-se em Danzigue a 29 de novembro de 1916 com Lucia Marie Mollin, sua companheira até ao fim dos seus dias.
No mês de janeiro de 1917, Rommel já era comandante de um Abteilung e de um destacamento contendo de três a sete companhias de montanha. O seu batalhão permaneceu na França até julho do mesmo ano e após foi enviado para o fronte romeno, sendo ferido por um disparo apenas dois dias após a sua chegada, no dia 10 de agosto de 1917, desta vez no seu braço esquerdo, fato que o fez afastar-se do comando por dois meses. No dia 26 de setembro o seu batalhão foi enviado para o norte da Itália.
Os italianos haviam entrado na guerra contra a Áustria em 1915 com o objetivo de tomar de volta o porto Adriático de Trieste, tendo ocorrido até o momento da chegada de Rommel onze batalhas no rio que faz a divisa, o Isonzo. No seu 20º ataque utilizaram 5 divisões de infantaria com centenas de armas pesadas causando grandes baixas aos soldados austríacos que pediram auxílio.
A ajuda logo veio com a criação do 14º Exército Alemão, sob comando do General Otto von Bellow, que foi enviado para a área. Nas unidades sob seu comando estava a de Rommel que chegou ao local no mês de outubro de 1917. Logo ao chegar percebeu que as condições de batalha naquele fronte era bem diferentes do que o que havia encontrado na França pelo fato de o terreno ser bem mais acidentado.
O General von Below atacou pela parte sul do rio Isonzo tendo como principais alvos o Monte Mataiur, Monte Kuk, o cume de Kolovrat e a Colina 1114. Havia centenas de soldados italianos no alto destas posições e tantas outras centenas de construções que abrigavam as armas de infantaria para defendê-las.
Na campanha desenvolvida nos Montes Cárpatos, sobressaiu-se novamente, tendo conduzido com sucesso uma companhia de infantaria de montanha e obtendo diversas vitórias.
Foi oferecido uma recompensa aos comandantes que atingissem estes objetivos primeiro, criando a disputa entres as unidades que vinham das províncias da Baviera, Silésia e Swabia. Um destes comandantes, o Leutnant Ferdinand Schörner (Espadas de Cruz de Cavaleiro n° 23) atacou e tomou a Colina 1114 sendo condecorado com a Pour le Mérite, condecoração esta que deveria ser dada a Rommel segundo o comandante das unidades no local, o Major Theodor Sproesser, que numa reportagem de guerra havia informado que na noite anterior a unidade de Rommel havia encontrado uma passagem para entrar nas linhas italianas levando somente três horas para fazê-lo, tomando o Monte Kuk onde conseguiu aprisionar 40 oficiais e 1,5 mil soldados.
Outra condecoração havia sido disponibilizada pelo General von Bellow para o oficial que tomasse o Monte Mataiur, com 5,4 mil pés de altura. Se seguiu um intenso combate para a tomada do Monte que durou mais de 53 horas, tendo após este tempo os italianos começado a recuar, sendo feito mais de 120 prisioneiros e Rommel foi o primeiro a chegar ao seu topo. Às 11h40 ordenou que fossem acenadas uma bandeira branca e três verdes para comemorar o feito, tendo a tomada do monte custado a vida de somente um de seus soldados.
Na manhã seguinte a vitória foi anunciada pelo General Erich von Ludendorff, chief of the General Staff, e atribuída ao Leutnant Walther Schnieber, comandante de uma Companhia da Silésia o que deixou Rommel extremamente furioso, mas nada pôde fazer.
No dia 4 de novembro esteve a frente do 14º Exército chegando ao rio Tagliamento, onde combateu os italianos que tentavam atrasar o seu avanço. No dia 7 de novembro, a unidade de Rommel capturou uma passagem a 4 700 pés e dois dias mais tarde capturou outra passagem, se dirigindo para os sistemas de defesa de montanha italianos, onde a estrada em que seguia havia sido explodida, estando esta na face de um morro de 600 pés de altura, tendo de fazer a passagem pelo outro lado, numa ponte suspensa a 500 pés de altura.
Chegaram próximo de Longarone quando forma atacados por metralhadoras e rifles a uma distância de 600 metros da posição em que estavam, tendo entre eles o rio Piave, sendo derrubada em seguida a única ponte para a travessia do rio.
Ordenou que uma companhia e um pelotão fizessem a aproximação, seguindo Rommel juntamente com os seus soldados, tendo dezoito de seus soldados feito a travessia do rio sob constante fogo inimigo, logo após, mais soldados passaram para o outro lado, estabelecendo uma posição às 16h00 ao sul de Longarone. Após tomaram a estrada de acesso a cidade e a ferrovia, desarmando 800 soldados italianos.
Mais cinco companhias o seguiram na travessia do rio e seguiram o avanço em direção à Longarone. Encontraram uma barricada armada no meio da estrada protegida com metralhadoras, sendo obrigado a ordenar um breve recuo, estando numa situação complicada, onde havia 10 mil soldados italianos na sua frente e as tropas de Rommel estavam com um número muito reduzido, tendo apenas 25 soldados a sua disposição naquele momento, sendo todos feitos prisioneiros ao serem alcançados pelas tropas italianas, conseguindo apenas Rommel escapar para reagrupar o seu Abteilung.
Foram realizados seis ataques pelas forças italianas que tentavam tomar a posição em que Rommel estava sendo atacados com metralhadoras e forçados a recuar todas as vezes. Recebeu apoio de seu superior, o Major Sproesser que enviou ajuda das suas unidades e de outras vindas da divisa austríaca, chegando na posição de Rommel no meio da noite.
No dia seguinte Rommel atacou juntamente com as novas forças, tendo em seguida o comandante italiano enviado uma carta em que anunciava a rendição das forças italianas nos arredores de Longarone, carta esta trazida pelo Leutnant Schoeffel que havia sido feito prisioneiro de guerra e que ainda trazia mais de cem prisioneiros de guerra.
Após estes dez dias da Batalha de Longarone, o batalhão de Sproesser perdeu 30 soldados e um oficial (caiu de uma montanha) e a unidade de Rommel capturou num único dia nesta cidade um total de 8 000 soldados italianos. Após estes feitos foi finalmente reconhecida a sua bravura pelo Kaiser e condecorado com a Pour le Mérite, sendo citado que a condecoração era por ter chegado à linha de Kolovrat, tomar o Monte Mataiur e por capturar Longarone.
Esta ficou conhecida como a Batalha de Caporetto, na qual seus homens capturaram mais de 9 mil homens e 81 canhões inimigos, contribuindo ativamente para a desintegração das posições defensivas italianas. Com esse feito, Rommel foi promovido a capitão e agraciado com a Pour le Mérite.

### Entre Guerras

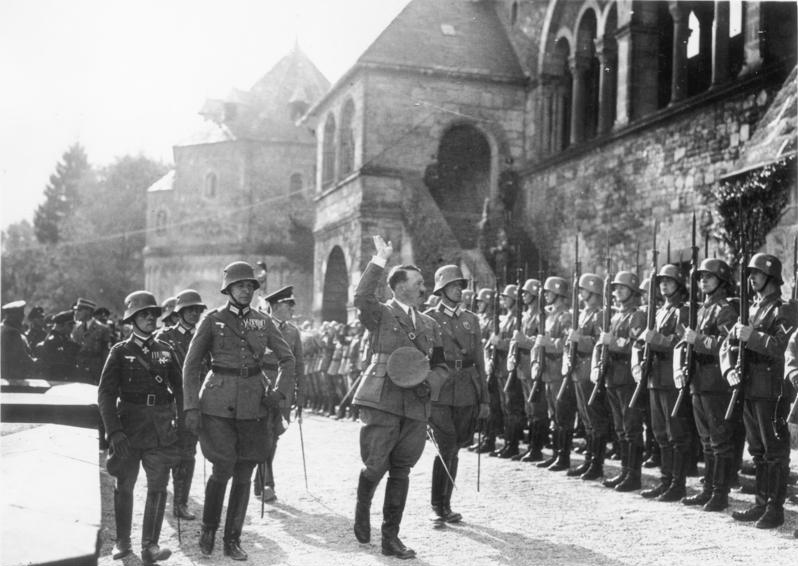
Rommel e Adolf Hitler, em Goslar, em 1934

Terminada a Primeira Guerra Mundial, Rommel dedica-se a reestruturar o exército alemão derrotado na guerra e ao qual impunha-se uma série de limitações pelo Tratado de Versalhes. A monarquia tinha dado lugar a República de Weimar, nas ruas os comunistas, nazistas e outros grupos realizavam manifestações, tendo tornado o país num caos.
Rommel era capitão do Exército Alemão aos 27 anos de idade. O Exército foi praticamente desmontado, sendo criado o Exército dos 100 000 Homens. Rommel permaneceu no Exército ao contrário de muitos de seus colegas que saíram, mas agora ele não conseguia mais se imaginar vivendo uma vida civil.
Rommel foi enviado para Friedrichshafen, no Lago Constance onde comandou a 32ª Companhia de Segurança Interna, formado de marinheiros que zombavam de suas condecorações e se recusavam a obedecê-lo. Na primavera de 1920, Rommel participou de operações contra rebeldes em Münsterland e Vestefália.
No dia 1 de outubro de 1920, foi enviado para Stuttgart onde comandou o 13.º regimento de infantaria, comando este onde permaneceu pelos próximos nove anos, sendo um dos 4 mil oficiais permitidos pelo Tratado de Versalhes. Nesta unidade ele estudou sobre as metralhadoras pesadas, motores de combustão interna e dedicou o seu tempo livre para os seus passatempos. Mais tarde foi com Lucie em 1927 para a Itália de motocicleta para mostrar a ela onde havia lutado na Primeira Guerra Mundial. No ano seguinte nasceria o seu filho Manfred Rommel, em dezembro de 1928.
Rommel foi enviado para a Escola de Infantaria de Dresden em 1° de outubro de 1929, onde encontrou o instrutor Ferdinand Schörner, seu antigo rival da campanha italiana. Mais tarde Rommel acabou se tornando instrutor nesta escola, sendo um dos mais populares.
Em outubro de 1934 foi posto no comando de um batalhão em Goslar, nas montanhas no centro da Alemanha, onde passou dois anos. Em 30 de Setembro de 1934 Rommel teve seu primeiro contato com o homem que de um jeito ou de outro definiu o seu destino, Adolf Hitler, que havia chegado ao poder um ano antes.
Em 1935 Rommel foi enviado para Potsdam, onde se tornou instrutor de uma nova Escola Militar, sendo declarado em março de 1935 a expansão da Wehrmacht. Foram enviados para a Escola 250 novos cadetes, que marcharam pelo corredor tendo nas paredes a pintura de 40 marechais de campo alemães e prussianos, sendo após recebidos por uma leitura de Rommel.
Em setembro de 1936 foi chamado por Hitler, ficando responsável pela segurança. Certa ocasião Hitler decidiu sair para dar uma volta de carro e queria que não mais de seis carros o acompanhassem, e ao chegar a hora marcada o quartel general de Hitler estava cheio de carros de ministros, generais e outras pessoas que apenas queriam ir junto nesta excursão. Rommel deixou somente seis carros passarem e bloqueou os demais, fechando a estrada com dois blindados, sendo depois congratulado por Hitler.
Em 1937 Rommel faz um relato da sua experiência e observações pessoais, resgatando suas anotações feitas durante seu tempo de Primeira Guerra Mundial, escrevendo o livro Infanterie Greift an (Ataque de Infantaria), sendo vendidos 500 000 exemplares na Alemanha antes e durante a Segunda Guerra Mundial, valendo-lhe destaque nos círculos militares e atenção favorável de Hitler.
Em fevereiro de 1937 Rommel foi recrutado por Baldur von Schirach, sendo adicionado a um número de 3 000 jovens líderes. Foi selecionado por Hitler para dirigir o Führerbegleitbataillon, o batalhão da guarda pessoal de Hitler, tendo como missão escoltar o Führer. Numa dessas missões, Rommel deve de organizar uma escolta militar para que Hitler pudesse ir até os Sudetos, território em disputa com a Tchecoslováquia que recém fora adicionado ao território alemão em 30 de setembro de 1938. Esta proximidade com o Führer fez com que Rommel tivesse contato direto com a cúpula nazista, como o chefe da Waffen-SS Heinrich Himmler, com o qual aparece numa fotografia em um trem.
Ocorreu a Anschluss com a Áustria e anexação sem ser disparado nenhum tiro, e Rommel recebeu em 10 de novembro de 1938 o comando da Academia de Guerra de Wiener Neustadt, próxima de Viena, sendo ambição de Rommel transformar o local na mais moderna Escola de Guerra (em alemão: Kriegsschule) do Reich.
Logo foi chamado por Hitler por duas vezes durante o mês de março de 1939 para organizar a sua guarda, a primeira no dia 15, durante a ocupação de Praga, e no dia 23 no porto Báltico de Memel, enquanto era realizado o retorno das tropas da Lituânia.
Rommel foi promovido a General major em 1 de agosto de 1939, e vacinado contra o tifo, preparando-se para a Invasão da Polônia. Após receber uma carta em que era esperada a sua presença em Berlim para um novo serviço. Ao chegar se tornou o chefe do quartel-general de Hitler durante a Invasão da Polônia. Logo enviou uma carta para a sua esposa contando o acontecido.
Se apresentou formalmente a Hitler às 15h45 do dia 25 de agosto de 1939 como sendo agora um novo general. Poucos minutos antes, Hitler havia saído de uma conferência com o ministro Joachim von Ribbentrop, onde havia anunciado a Invasão da Polônia. Às 16h45 Rommel saiu com o seu batalhão de escolta do Führer, sob ordens deste, e se dirigiu para Bad Polzin, numa antiga via férrea na Pomerânia, próxima da fronteira com a Polônia, estando lá o exército se preparando para a invasão.
O Batalhão de Rommel tinha um total de 16 oficiais, 93 sargentos e 274 praças, estando equipado com 4 armas antitanques de 37 milímetros e 14 armas antiaéreas de 20 milímetros.

### Segunda Guerra Mundial
Teve o início da Segunda Guerra Mundial, entrando Rommel em ação no dia 4 de setembro ao chegar o trem do Führer, de codinome Amerika, vindo mais tarde o Heinrich, trem de Himmler e o dos jovens ministros do partido nazi, tendo Rommel organizado a segurança ao redor da Estação.

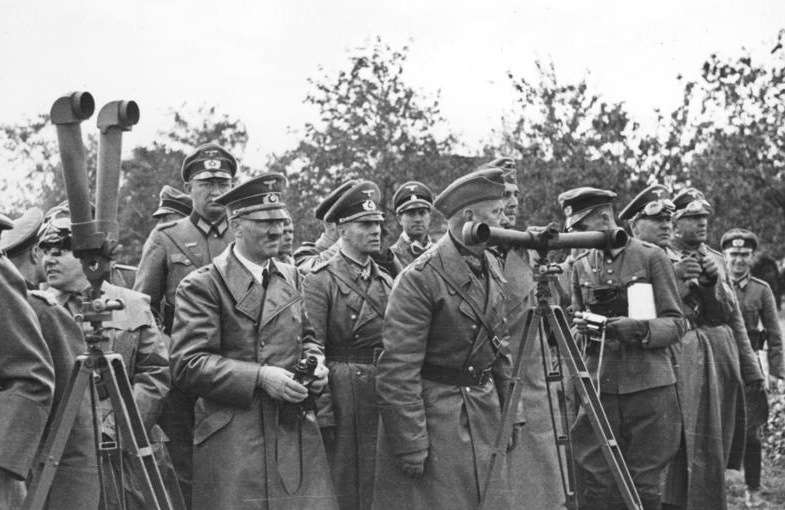
Rommel juntamente com Hitler na Polônia 1939

O pensamento de Rommel no princípio era de que Hitler estava fazendo apenas uma visita breve ao fronte, mas permaneceu por lá mais três semanas. Durante este tempo, Rommel visitava o fronte com frequência para observar as táticas usadas nesse novo meio de guerra, a Blitzkrieg, onde as tropas faziam um avanço rápido enquanto recebiam suporte aéreo para abrir caminho. No seu caminho ainda havia atiradores de elite poloneses escondidos nas florestas e encontrava as ultrapassadas armas polonesas destruídas ao lado da estrada.

#### Divisão Fantasma
Após a Invasão da Polônia, Rommel disse a Hitler que gostaria de comandar uma divisão, sendo indicado para dirigir uma Divisão de Montanha em Innsbruck ou Munique devido a experiência de combate que tinha e pela fama que conquistou atuando nestas unidades na Primeira Guerra Mundial. Mas Rommel não ficou satisfeito e pediu a Hitler para comandar algo melhor, como uma Divisão Panzer, pedido este recusado pelo chefe do Exército já que Rommel tinha experiência somente como oficial de infantaria e não tinha conhecimento sobre tanques, mas esta negação não foi acolhida por Adolf Hitler que enviou um telegrama para Rommel no dia 6 de Fevereiro de 1940 para comparecer no dia 10 em Bad Godesberg, no Rhine, ao chegar recebeu o comando da 7ª Divisão Panzer.
A unidade de Rommel estava equipada com os Panzer III e IV, com 20 toneladas, 320 cavalos de potência com um motor a gasolina e que atingia no máximo os 25 km/h, mas a maioria de seus tanques eram os Panzer 38(t), que fora originalmente projetado para o Exército Checoslovaco, mas com a queda da mesma em 1939, a produção passou para os alemães, que pesavam 9 toneladas e era mais rápido em relação aos Panzer, tendo um total de 218 tanques na unidade, sendo metade destes de fabricação checa. A divisão era formada principalmente pelo pessoal vindo da Turíngia.
A 7.ª Divisão Panzer, juntamente com a 5ª Divisão Panzer (5ª Divisão Panzergrenadier SS Wiking) ficaram sob o comando do XV Corpo de Exército do General Hermann Hoth, estando este sob comando do 4º Exército do General Günther Hans von Kluge que avançaria sobre a Bélgica quando fosse dada a ordem do Führer, criando assim uma distração para as forças britânicas que se dirigiriam para a área com a finalidade de conter o avanço alemão, enquanto que a verdadeira frente de avanço seguiria a partir do Meuse, onde conseguiriam cercar as tropas Aliadas.
A Divisão foi movida do Rhine para a fronteira com a Bélgica, começando os ataques com a artilharia e o avanço blindado no dia 9 de maio de 1940 na área de Wahn. Recebeu às 13h45 a palavra-chave "Dortmund", que significava que o ataque pelo oeste iria iniciar às 5h45 do outro dia. Neste dia se iniciou uma grande ofensiva aérea onde não era possível se escutar nenhum disparo, somente as explosões dos belgas que derrubavam as suas pontes e destruíam as estradas. Às vezes Rommel avançava em seu Panzer III especialmente adaptado e outras avançava com o Panzer IV do Coronel Rothenburg, e outras vezes ainda sobrevoava o campo de batalha com o planador de observação Storch.
No dia 12 de maio a divisão chegou ao rio Meuser, cruzando-o às 4h30 com botes de borracha, onde sofreu muitas baixas, tendo cruzado na noite seguinte os seus tanques e armas pesadas por uma ponte que havia construído sobre o rio passando após pela floresta de Cerfontaine no dia 16 de maio tendo na noite seguinte avançado 35 quilômetros, tendo como objetivo chegar até Avesnes. A essa altura a 5ª Divisão Panzer, que estava avançando juntamente com a unidade de Rommel, estava 30 quilômetros atrás, decidindo Rommel parar e esperar impacientemente pela sua chegada até que então escutou o ronco de tanques que se dirigiam para a sua posição e continuou o avanço imaginando que eram as forças da 5ª Divisão Panzer.
Na verdade os sons que Rommel ouviu foram de uma Unidade Blindada Pesada francesa que estava atacando a sua unidade pela retaguarda, conseguindo destruir alguns tanques ao alcança-la. Para responder ao ataque os Panzer IV de Hanke recuaram e contra-atacaram a unidade sozinhos, sendo este comandante recomendado por Rommel para receber a Cruz de Cavaleiro da Cruz de Ferro. Após continuaram com a avanço e chegaram até a ponte de Landrecies sobre o Sambre, tendo até este dia feito 3 500 prisioneiros.

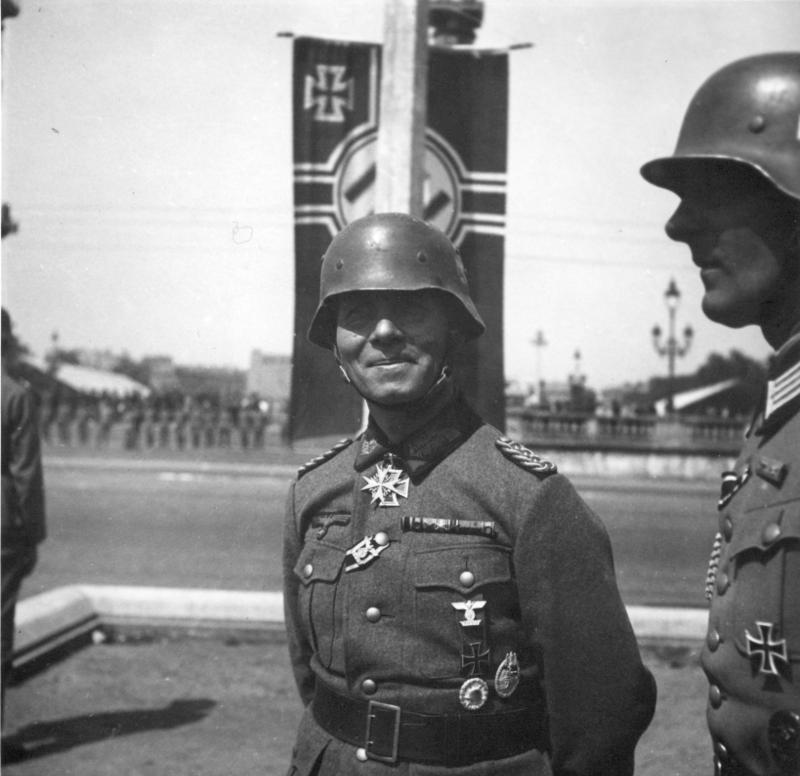
Erwin Rommel em um desfile em Paris no dia da vitória sobre a França (junho de 1940)

Nos próximos 10 quilômetros de avanço a unidade deixou para trás centenas de tanques e veículos militares destruídos, muitos destes queimavam com soldados mortos e feridos em seu interior. O número de franceses que se rendiam era cada vez maior. Chegaram até o vilarejo de Pommereuil e entraram em formação no alto da colina próxima do local e Rommel disse: "A sua rota agora será Le Cateau, Arras, Amiens, Rouen e Le Havre…encham os tanques, avante!".
Tomou a cidade de Cambrai com pequena oposição tendo neste dia, 19 de maio, capturado 650 soldados inimigos e outros 500 no dia seguinte. Foi neste dia, 20 de maio, que Rommel enfrentou pela primeira vez os soldados britânicos, que tentavam sair rapidamente do Bolsão de Flanders no dia 21, tendo a infantaria e as armas antitanques de Rommel passado a enfrentar os blindados pesados Matilda Mark II, sendo o seu avanço parado devido a um contra-ataque no setor de Arras.
O único meio encontrado por Rommel para conter o avanço dos Matilda era utilizar os disparos de Flak 88, tendo se seguido uma batalha sangrenta. Durante o avanço foram atacados por atiradores de elite Aliados que mataram muitos dos comandantes da 4ª e 7ª Companhia antitanque, tendo Rommel conseguido escapar.
No dia 27 de maio Rommel recebeu o comando temporário de duas unidades da 5ª Divisão Panzer para atacar Lille, ajuda esta muito bem-vinda, pois estes dois Regimentos estavam armados com os mais modernos blindados da Wehrmacht. Ao sair de uma reunião com os comandantes destas unidades, Rommel recebeu a notícia de que receberia a Cruz de Cavaleiro da Cruz de Ferro, mas estava determinado a dominar Lille primeiro, tendo esta ação auxiliado o bloqueio da retirada de Dunquerque.
Foi iniciado uma operação do Primeiro Exército Francês para tentar tomar Lille de volta, tendo Rommel conseguido formar uma defesa eficiente, tendo aprisionado um total de 6 849 soldados, capturou 48 tanques leves e destruiu 18 tanques pesados e 295 tanques leves.
Impressionado com as ações de Rommel, Hitler o chamou de volta para Charleville, na área de Ardenas no dia 2 de Junho de 1940 para discutir as ações dos últimos dias de combate na França, anunciando nesta ocasião que uma nova ofensiva iria começar no dia 5 de Junho.
No dia 5 de Junho a divisão de Rommel cruzou o Somme usando duas pontes férreas que o inimigo não havia derrubado, encontrando a resistência da artilharia que atacou durante muitas horas, seguido da infantaria que era composta por sua maioria de soldados negros que vinham de colônias francesas e nunca estiveram na França.
Chegou ao rio Sena onde tentou cruzar pelas pontes de Elbeuf que haviam sido derrubadas se dirigindo em seguida para Sotteville na meia-noite do dia 8 de Junho, chegando ao mar no dia 10 de Junho próximo de Dieppe, chegando 24 horas mais tarde em Saint-Valéry onde encontraram soldados britânicos e franceses que esperavam na praia para serem resgatados. Rommel anunciou que as tropas na praia deveriam se render às 9h00. Os franceses logo se renderam, mas os britânicos continuaram lutando, tendo Rommel ordenado um ataque de artilharia e um bombardeio. No dia seguinte os equipamentos estavam destruídos e restavam poucos soldados vivos, tendo o comandante do 9º Corpo Francês se rendido a ele, seguido por mais 9 generais britânicos. O Major General Victor Fortune, comandante da 51ª Divisão de Infantaria não gostou nenhum pouco do fato de ter de se render a um general tão jovem.
No dia 16 de junho, Rommel e a sua unidade cruzaram uma ponte erguida pela Wehrmacht sobre o rio Sena. No outro dia Rommel ouviu pelo rádio que os franceses estavam pedindo a assinatura de um armistício, tendo então sido ordenado por Hitler a tomar as praias até a divisa com a Espanha, percorrendo 160 km no dia 16 e outros 320 km no dia 17 de junho, tendo encontrado resistência somente no dia 18 de junho em Cherbourg, mais importante porto marítimo francês da época. Embora tenha encontrado resistência neste dia, conseguiu avançar mais 350 km, sendo conhecida como a "Divisão Fantasma" pela velocidade com que se movia sem ser barrada pelos inimigos. Rommel encerrou a campanha na França com um total de 97 000 prisioneiros tendo perdido somente 42 blindados.
Com o final da vitoriosa campanha francesa a Alemanha passava a se preparar para uma possível invasão da Inglaterra permanecendo a 7ª Divisão Panzer na França por todo o verão de 1940.
Enquanto isso, Rommel foi convidado para participar do Filme Vitória no Oeste (título em alemão: Siege im Westen) pelo Ministro da Propaganda Joseph Goebbels onde foram encenadas as ações da Divisão Fantasma ao cruzar o Somme, sendo utilizados prisioneiros de guerra franceses negros para fazer as cenas da rendição de uma vila.
No dia 9 de setembro foi chamado para comparecer na Chancelaria de Hitler sendo condecorado com a Cruz de Cavaleiro da Cruz de Ferro com Folhas de Carvalho. Retornou ao Canal da Mancha no dia 14 de setembro em Rouen, tendo nesta data quase todos os seus veículos blindados e pesados embarcado, apenas esperando a ordem de invasão, mas se passaram semanas e esta ordem não foi dada, tendo decidido Hitler atacar em outro fronte. Foi novamente convocado para comparecer em Berlim no dia 6 de fevereiro de 1941, onde recebeu as instruções para o seu novo trabalho.

#### Norte da África

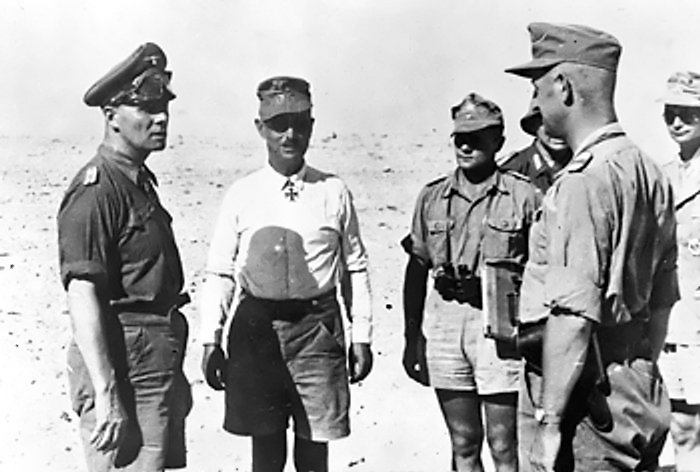
Rommell (esq.) e seus oficiais no deserto da África do Norte

Benito Mussolini havia declarado guerra contra a Inglaterra e a França duas semanas após as forças destas nações terem saído de Dunquerque em junho de 1940, tendo convocado todos os soldados que a Itália tinha na Líbia, sendo um total de 220 000 soldados, para iniciar um combate contra os britânicos no Egito e realizar a captura do Canal de Suez. Esta ofensiva teve início no mês de setembro de 1940 sob comando do Marechal Rodolfo Graziani. A ofensiva não avançou muito em território inimigo, chegando somente até Sidi Barrani. Foi oferecido auxílio de Hitler que pretendia enviar para a área uma de suas novas armas, as Divisões Panzer, que foram recusados, já que se consideravam capazes de controlar a situação.
Mussolini continuou a sua campanha invadindo o delta do Nilo e em seguida a Albânia, o que provocou o descontentamento de Hitler, já que tinha planos para a região e convocou o General Wilhelm von Thomas para enviar uma força Panzer para auxiliar os italianos, pois um possível fracasso poderia prejudicar muito as estratégias alemãs.
Rommel foi nomeado comandante do Afrika Korps e chegou ao Norte de África no dia 12 de Fevereiro de 1941 enquanto as forças italianas estavam recuando através de Trípoli. No dia seguinte fez um voo de reconhecimento com um Heinkel onde pôde ver as defesas existentes ao redor do porto de Trípoli.
Após Rommel sobrevoou o deserto de Sirte, vendo após a estrada construída pelo Marechal Balbo que ia de Trípoli até a fronteira egípcia. Rommel se encontrou com os Generais Gariboldi e o Chief of General Staff das forças italianas, Mario Roatta. Mais tarde jantou com os generais num hotel de Tripoli, onde foi perguntado por um dos presentes como havia ganhado a sua Pour le Mérite. Sem pensar duas vezes respondeu: "Longarone". Esta resposta não os agradou já que os italianos nunca aceitaram o fato de perder esta batalha na Primeira Guerra Mundial, o que encerrou as conversas entre eles naquela noite.
No dia 14 de fevereiro de 1941 as primeiras tropas de Rommel começaram a desembarcar, entre elas estavam o 3º Batalhão de Reconhecimento e o 39.º Batalhão Antitanque, sendo desembarcados na noite seguinte 6 000 toneladas de equipamentos, entre estes estavam: armas pesadas, munição, veículos de transporte e veículos blindados. No dia seguinte foi realizada uma parada militar assistida por Rommel e os generais italianos, além de muitos curiosos italianos e árabes. Era esperado por Rommel a chegada da 15ª Divisão Panzer e da 5ª Divisão Leve, sendo realizado uma parada militar quando havia chegado esta última em Tripoli. Para confundir as aeronaves de reconhecimento Aliadas, Rommel ordenou que fossem construídos centenas de tanques com árvores e restos de carros, fazendo parecer que a força alemã era bem maior.

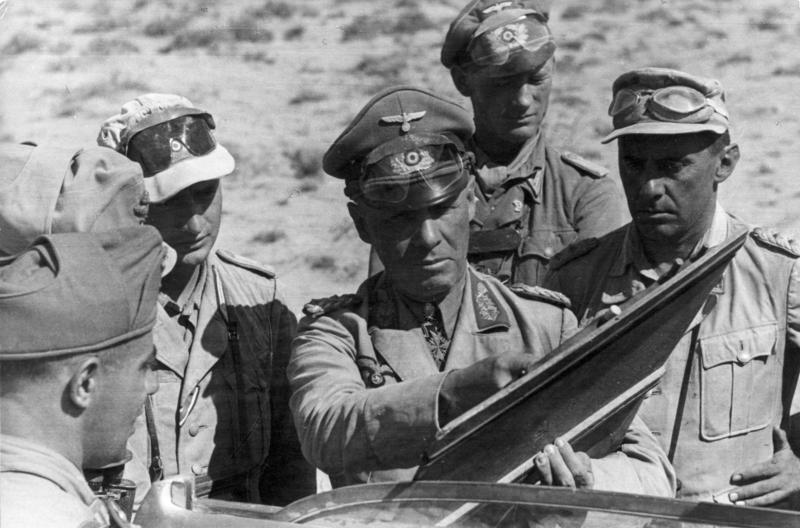
Rommel no Norte da África em 1943

Havia muitos soldados aliados em Tobruk e arredores, com um intenso movimento de navios que chegavam e partiam diariamente, sendo assim, Rommel não sabia ao certo o que os inimigos pretendiam, se os aliados estavam enviando reforços para a África ou se as tropas estavam sendo evacuadas para outro fronte. Tentando conter uma grande ofensiva alemã, os britânicos enviaram para Tobruk as suas melhores unidades.
Os primeiros combates entre as forças da Afrika Korps e as forças britânicas iniciaram no dia 24 de fevereiro em El Agheila e no dia 31 de março foi realizado um ataque contra as forças britânicas em Mersa Brega, onde Erwin Rommel mais uma vez utilizou as táticas da Blitzkrieg. O avanço alemão continuou, passando por Tripolitania, Cirenaica e Benghazi, capturando em seguida Bardia e Salum no dia 15 de Abril, conseguindo as suas forças chegar até a fronteira com o Egito, forçando os britânicos a recuarem até os arredores de Tobruk.

##### Cerco de Tobruk
Tomar Tobruk era de vital importância para a continuação da campanha na África pois era o melhor porto de todo o Norte da África, podendo facilitar a logística para o Afrika Korps e para chegar até o Egito teriam de acabar com a resistência Aliada que estava neste porto, pois poderiam facilmente atacar as tropas que levariam suprimentos para o fronte.
Rommel se aproximou de Tobruk e iniciou o ataque no dia 11 de abril tendo o avanço iniciado às 4h45 com o 8º Batalhão de Metralhadoras pelo sul enquanto mais de 20 avançaram pela direita. O avanço dos blindados não durou muito pois havia uma barreira antitanques que impossibilitava a passagem. No dia seguinte Rommel decidiu retomar a ofensiva utilizando uma tempestade de areia como cobertura. Pouco antes do ataque a tempestade parou, mas o ataque se iniciou mesmo assim.
A batalha durou até o domingo, dia 13 de abril, quando iniciou um ataque de artilharia seguido após pelas tropas batalhão que tinham como objetivo estabelecer uma cabeça-de-ponte que possibilitaria a chegada das tropas. Mas o ataque não deu certo pois eram 500 soldados alemães com 20 blindados contra os 34 000 defensores do Exército Britânico. Ao sair de lá na noite seguinte as tropas de Rommel contavam com apenas 116 soldados, sendo o resto feito prisioneiro ou morrido durante os combates. Rommel pensou em realizar um novo ataque, mas decidiu permanecer na defesa até o final do mês.
O novo ataque ocorreu no dia 30 de Abril quando Rommel se dirigiu para a linha de frente onde observou a tomada da Colina 209 na noite do mesmo dia, conseguindo o controle da colina às 9h00 da manhã do dia seguinte. Mas neste dia a 15ª Divisão Panzer, comandada por Hans-Karl Freiherr von Esebeck, sofreu grandes baixas contra as tropas aliadas, tendo as perdas em algumas unidades chegado a 50%. As baixas do lado alemão chegado a 1 200 soldados, entres estes estavam os mortos, feridos ou desaparecidos em ação.
Mesmo não tendo conseguido tomar Tobruk, a linha de frente alemã avançou mais 700 milhas em território inimigo, estando a esta altura a 1 110 milhas de distância de Tripoli, de onde vinham os seus suprimentos, que nesta época eram de 24 000 toneladas por mês, sendo necessários mais 20 000 toneladas para continuar com o avanço.
Durante este tempo em que esteve lutando em Tobruk, a outra parte da Afrika Korps havia capturado a passagem de Halfaya. Este fronte era muito importante para Rommel, pois era nesta passagem e em Sollum onde os tanques podiam facilmente alcançar o deserto e chegar até à Líbia, deixando-o vulnerável a um ataque britânico vindo do Egito.
Foram realizadas duas ofensivas aliadas (Operação Brevity e Operação Battleaxe) para tentar romper o Cerco de Tobruk mas ambas falharam, sendo que para a Operação Battleaxe foram enviados 238 novos tanques para auxiliar os aliados, tendo a batalha iniciado no dia 14 de junho. Os aliados atacavam com os tanques pesados Matilda que tinham uma blindagem elevada sendo necessário o uso dos Flak 88 para destruí-los, tendo, ao final do dia 15, sido destruídos 11 dos 12 Matilda no alto do planalto e outros quatro haviam sido destruídos em minas pela costa, sendo destruídos ainda um total de outros 60 tanques.
Foi realizado no dia 16 um contra-ataque que tomou de volta o Forte Capuzzo que os britânicos haviam capturado na noite passada. Mas este contra-ataque não durou muito, sobrando apenas 35 de seus 80 tanques. Enquanto isso a 5.ª Divisão Leve estava enfrentado uma grande ofensiva aliada em Sidi Omar. Numa das mensagens interceptadas dos aliados, o comandante da 7ª Brigada Blindada diz: "A situação é desesperadora" e pede reforços de Cairo para continuar com os combates, assim Rommel iniciou uma grande ofensiva contra os aliados. Nestes poucos dias as unidades sob comando de Rommel destruíram um total de 180 a 200 blindados inimigos, enquanto as forças de Rommel perderam apenas 12.

##### Panzergruppe Afrika
Estas suas vitórias na África voltaram a atenção da mídia alemã para Rommel que passou a ser visto como um herói, tendo o Oberkommando der Wehrmacht decidido criar um Panzergruppe Rommel onde iria comandar o Afrika Korps e o 21º Corpo de Infantaria Italiano, mas depois foi nomeado oficialmente como Panzergruppe Afrika.
Mais tarde, passada meia hora da meia noite de 17-18 de novembro de 1941 ocorreu um ataque ao QG do Panzergruppe Afrika com a intenção de matar Rommel, terminando com a morte dos invasores, como o Major Keyes que foi morto acidentalmente por um de seus homens e morreram ainda dois oficiais e dois soldados alemães. Todos estes mortos, inclusive o Major Geoffrey Keyes, foram enterrados com honras militares dias mais tarde.
Esta ação era o início de uma grande ofensiva aliada que já havia sido detectada na metade de outubro, quando se percebeu a grande movimentação de tropas no Egito. Esta ofensiva iniciou no dia 18 de novembro, quando os britânicos atacaram o flanco sul. Estas eram tropas do 8º Exército Britânico que tinham como objetivo: destruir as forças alemãs-italianas, libertar Tobruk e avançar para ocupar a Tripolitania. Pelo deserto avançou o XXX Corpo Britânico em direção a Tobruk.
A vantagem britânica era bem evidente, contava com 724 tanques e 1 100 aeronaves enquanto Rommel tinha a disposição 414 blindados, dos quais 154 eram italianos e 50 estavam em manutenção e tinha 120 aeronaves alemãs e em torno de 200 italianas a disposição. Por estas ações, Rommel decidiu não continuar com o ataque a Tobruk e concentrou as atenções na parte norte, onde as forças britânicas avançaram por Gabr Saleh. Esta ofensiva forçou Rommel a recuar pela primeira vez na vida.
Com sua brilhante intervenção naquele teatro de operações, não obstante as enormes dificuldades logísticas que enfrentou, foi capaz de desequilibrar o combate a favor das forças do Eixo, por pouco não conseguindo uma vitória decisiva sobre as forças britânicas.
Durante o período de comando no Norte da África, tornou-se mundialmente conhecido como "A Raposa do Deserto" devido à sua reconhecida astúcia como líder militar.
Mesmo com todo o empenho de Rommel, as forças do Eixo na África acabaram sendo derrotadas, principalmente por falta de apoio logístico e de ênfase do Alto Comando Alemão do que por incompetência. Rommel retira-se para a Itália e trabalhou no comando da organização das linhas de resistência contra as tropas aliadas que haviam invadido o país.

#### Europa

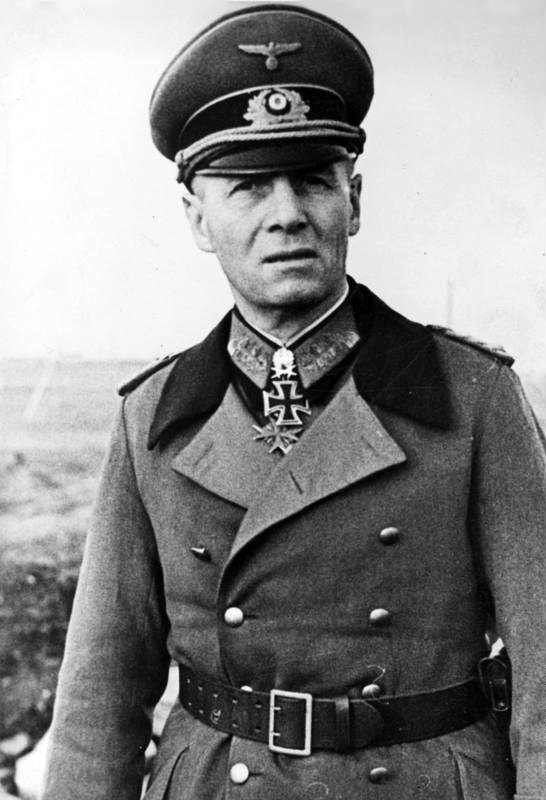
Rommel em Dezembro de 1943

Em novembro de 1943, Rommel foi escolhido para supervisionar as defesas das áreas costeiras ocupadas da Dinamarca, Países Baixos, Bélgica e França contra possíveis desembarques aliados, devendo-se a ele grande parte das melhorias que se verificaram posteriormente nessas defesas.
Em janeiro de 1944, é designado como comandante do Grupo de Exércitos B, estacionado na França ocupada, cobrindo a região que se estendia de Ostende ao rio Loire. Neste comando, Rommel passou ativamente a implementar melhorias naquilo que os alemães chamavam de Muralha do Atlântico, que consistia numa rede de casamatas, áreas minadas e obstáculos posicionados na região litorânea de forma a impedir uma possível e esperada invasão do continente europeu por parte das forças aliadas. É de se ressaltar que Rommel, ao contrário de outros comandantes alemães, acreditava que os possíveis desembarques aliados ocorressem na região da Normandia, o que de fato ocorreu no Dia D. Em 6 de junho de 1944, dia do desembarque aliado, Rommel não se encontrava no local pois havia retornado para casa a fim de comemorar o aniversário de sua esposa. Ao saber da invasão aliada, Rommel voltou imediatamente para França. Porém, já era tarde, e os Aliados tinham estabelecido além de uma forte cabeça de ponte, uma grande superioridade aérea.
Em 17 de julho de 1944, 41 dias após o início dos desembarques aliados lançados no Dia D, Rommel foi gravemente ferido por um caça Spitfire canadense e permaneceu hospitalizado por vários dias. Nesse período, Claus von Stauffenberg executou o atentado de 20 de julho de 1944 contra Hitler, que escapou por pouco, com ferimentos leves (a mesa da conferência acabou por lhe servir de escudo). Sem nunca ter feito parte do partido nazista, Rommel tornara-se cada vez mais crítico ao governo do Führer.

### Morte

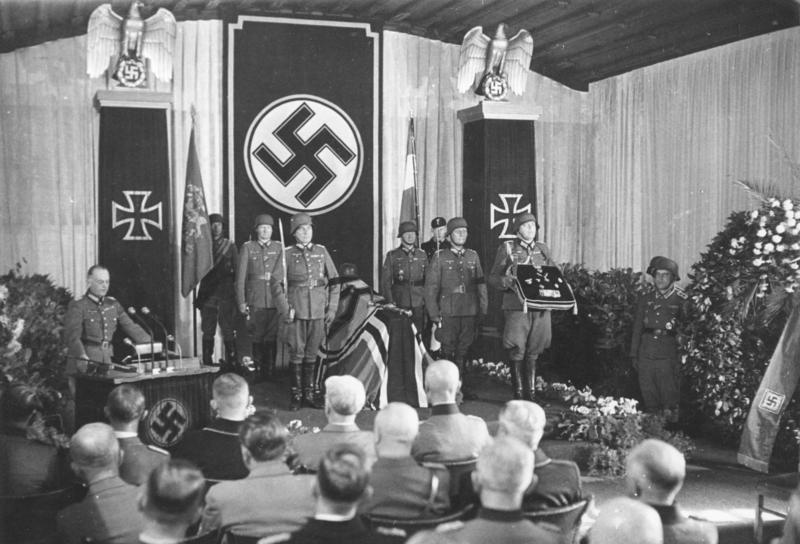
Funeral de Rommel

Implicado no atentado por suas ligações com os oficiais conspiradores membros da resistência alemã, Rommel, ainda em recuperação médica, recebe em sua casa a visita de dois oficiais generais em 14 de outubro de 1944.
Devido ao seu prestígio nacional, estes oficiais, leais a Hitler, trazem os termos do Führer a Rommel: ir a Berlim, passar por um julgamento popular e inevitavelmente ser condenado à morte, condenando também sua família a ser confinada em um campo de concentração ou, sozinho, acompanhar os dois oficiais e ingerir veneno para suicidar-se, opção esta que garantiria a integridade de seus familiares. Rommel sem dúvida escolhe a segunda alternativa, despede-se da família e acompanha os dois oficiais embarcando em seu automóvel.
Às 13h25 os Generais Burgdorf e Maisel, fizeram a entrega do cadáver de Rommel ao Hospital de Ulm. O médico-chefe, que se dispunha a proceder a autópsia, foi prontamente interrompido por Burgdorf que lhe disse: "Não toque no corpo. Em Berlim já se tomaram todas as providências." Talvez jamais se venha a saber o que exatamente se passou no caminho de Ulm. Burgdorf pereceu com Hitler, no subterrâneo da chancelaria do Reich. Maisel, que ao final da guerra foi condenado juntamente com o motorista da SS, afirmam terem recebido ordens de abandonar o carro por alguns momentos, quando retornaram encontraram Rommel agonizando.

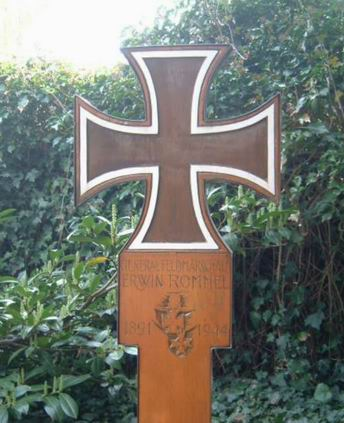
Túmulo de Rommel

Seu funeral foi celebrado em 18 de outubro de 1944 com as mais altas honrarias militares do III Reich e, oficialmente sua "causa mortis" foi anunciada como efeito dos ferimentos que recebera meses antes.
Seus restos mortais, depois de cremados foram sepultados em Herrlingen, Alemanha, no cemitério próximo de sua casa. Sua família não foi perseguida após sua morte. Um dos seus filhos chegou ao cargo de presidente da câmara (Bürgermeister) da cidade de Stuttgart.
Muitas lendas foram criadas a partir do mito Rommel, porém nunca questionado do ponto de vista militar e da conduta no campo de batalha. Histórias como "fazer um Rommel", que para os soldados do 8º Exército Britânico, significava fazer algo de forma impecável. Sua astúcia e faculdade de improvisação granjearam-lhe o apelido de Raposa do Deserto. Certa vez encontrando-se sob violenta pressão Britânica, o general conseguiu inverter a situação dando-lhes impressão de comandar grandes destacamentos. Sabia que a RAF fotografava diariamente as linhas alemãs, então, ordenou que todos os veículos fossem movimentados a noite, crivando o solo do deserto com milhares de sulcos, e projetando a movimentação de um grande destacamento de blindados. Diante disto os ingleses bateram em retirada.

## Patentes
- Fähnrich – 19 de julho de 1910
- Leutnant – 27 de janeiro de 1912
- Oberleutnant – 18 de setembro de 1915
- Hauptmann - 18 de outubro de 1918
- Major – 1 de abril de 1932
- Oberstleutnant – 1 de outubro de 1933
- Oberst – 1 de outubro de 1937
- Generalmajor – 1 de agosto de 1939
- Generalleutnant – 9 de fevereiro de 1941
- General der Panzertruppe – 1 de julho de 1941
- Generaloberst – 24 de janeiro de 1942
- Generalfeldmarschall – 21 de junho de 1942

## Condecorações
- Württembergische Goldene Verdienstmedaille 25 de fevereiro de 1915
- Ordem do Mérito Militar 4ª Classe com Espadas
- Ordem do Mérito Militar 2ª Classe
- Ordem de Friedrich Württembergischer com Espadas 1ª Classe
- Ordem do Mérito Militar 8 de Abril de 1915
- Cruz do Mérito Militar 3ª Classe
- Cruz de Ferro (1914) 2ª Classe 30 de setembro de 1914
- Cruz de Ferro (1915) 1ª Classe 22 de março de 1915
- Pour le Mérite 10 de dezembro de 1917
- Badge de Feridos (1918) em Prata 1918
- Cruz de Honra 1934
- Sudetenland Medal (invasão dos Sudetos pela Wehrmacht)
- Memel Medal
- Medaille zur Erinnerung an den 1 de outubro de 1938
- Spange zur Medaille zur Erinnerung an den 1 de outubro de 1938
- Cruz de Ferro 2ª Classe 17 de maio de 1940
- Cruz de Ferro 1ª Classe 21 de maio de 1940
- Cruz de Cavaleiro da Cruz de Ferro com Folhas de Carvalho, Espadas e Diamantes
  - Cruz de Cavaleiro 27 de Maio de 1940
  - Folhas de Carvalho 20 de março de 1941 nº 10
  - Espadas 20 de Janeiro de 1942
  - Diamantes 11 de março de 1943 nº 6
- Verwundetenabzeichen 1939 in Gold - Badge de Feridos em Ouro 7 de Agosto de 1944
- Panzerkampfabzeichen (Ohne Zahlen) im Silver - Badge de Panzer em Prata
- Medaglia al Valore Militare Argento Medalha do Valor Militar em Prata 22 de abril de 1941
- Ordine Militare di Savoya -Grande Ufficiale 15 de janeiro de 1942
- Medaglia al Merito della Croce Rossa Italiana - Silver 15 de janeiro de 1942
- Ordem Colonial da Estrela da Itália - Cavaliere della Croce Grande 28 April 1942
- Militärorden von Savoyen – Großoffizierskreuz – Mid-1942
- (Ordinul Mihai Viteazul) Ordem Romena de Michael o Bravo 3ª e 2ª Classe 12 de julho de 1944
- Condecorado duas vezes com Wehrmachtbericht (26 de junho de 1942 e 10 de setembro de 1943)
- Ehrenkreuz für Frontkämpfer
- Medaille zur Erinnerung an die Heimkehr des Memellandes
- Ärmelband Afrika
- Gemeinsames Flugzeugführer-Beobachter Abzeichen mit Brillianten
- Dienstauszeichnung der Wehrmacht 4ª Classe, 4 Anos
- Dienstauszeichnung der Wehrmacht 3ª Classe, 12 Anos
- Dienstauszeichnung der Wehrmacht 2ª Classe, 18 Anos
- Dienstauszeichnung der Wehrmacht 1ª Classe, 25 Anos